# Augustas Marčiulionis
Augustas Marčiulionis (Vilnius, 21 marzo 2002) è un cestista lituano.

## Biografia
È il figlio dell'ex cestista e membro della Naismith Hall of Fame Šarūnas Marčiulionis.

## Carriera

### Nazionale
Con la Lituania under 20 ha vinto la medaglia d'argento agli Europei del 2022.

## Statistiche

### College
| Anno      | Squadra            | PG  | PT | MP   | TC%  | 3P%  | TL%  | RP  | AP  | PRP | SP  | PP   |
| --------- | ------------------ | --- | -- | ---- | ---- | ---- | ---- | --- | --- | --- | --- | ---- |
| 2021-2022 | Saint Mary's Gaels | 34  | 13 | 15,1 | 30,4 | 18,3 | 83,9 | 1,0 | 1,8 | 0,9 | 0,1 | 3,1  |
| 2022-2023 | Saint Mary's Gaels | 35  | 9  | 15,5 | 41,4 | 25,0 | 72,7 | 1,2 | 1,6 | 0,5 | 0,1 | 5,9  |
| 2023-2024 | Saint Mary's Gaels | 34  | 34 | 33,2 | 43,8 | 34,3 | 76,3 | 3,3 | 5,3 | 1,4 | 0,2 | 12,4 |
| 2024-2025 | Saint Mary's Gaels | 35  | 35 | 34,8 | 44,6 | 34,7 | 79,3 | 3,1 | 5,9 | 1,3 | 0,1 | 14,2 |
| Carriera  | Carriera           | 138 | 91 | 24,7 | 42,3 | 30,4 | 77,1 | 2,2 | 3,7 | 1,0 | 0,1 | 8,9  |